# Alexander Lozza
Alexander Lozza OFMcap (Marmorera, 27 de junio de 1880 - Tiefencastel, 13 de febrero de 1953) fue un religioso capuchino suizo oriundo del cantón de los Grisones. Fue escritor en idioma italiano y también en romanche.

## Biografía
Nacido en el seno de una familia numerosa, fue originalmente bautizado con el nombre de Constantin. A los quince años lo enviaron a Génova a estudiar en un instituto católico; ya en esa época comienza a escribir poesía en italiano. A los 20 años ingresa a la Orden Capuchina, en donde adopta el nombre Alexander. Después de su ordenación retorna a los Grisones, en cuyas parroquias ocupará diversos cargos. A instancias de sus feligreses comienza a componer obras en romanche; se destaca por su uso del dialecto supramirano. También sintió afición por la cacería y la fotografía.
En su obra teatral L’appariziung da Nossadonna da Ziteil, estrenada en 1933, escenifica una leyenda local de una aparición de la Virgen María en 1580. En el lugar de la aparición se alza hoy la iglesia de Ziteil, cerca de Salouf.
Alexander Lozza fue tío de Duri Loza (1920–2012), quien fue párroco de Salouf entre 1949 y 2012, y custodió el santuario de Ziteil entre 1950 y 1999. Loza se dedicó a publicar la obra de su tío, y también, a traducir canciones de misa al romanche.
La obra de Alexander Lozza se publicó en la década de 1950. En 1951 apareció la colección Ziteil, y en 1954, Poesias. Sus poemas se publican con frecuencia en los libros de texto escolares en romanche.